# Armed Love
Armed Love är ett album av det svenska rockbandet The (International) Noise Conspiracy, utgivet 2004 på Burning Heart Records. Albumet producerades av Rick Rubin och släpptes 2005 i USA, med annan låtordning, av Rubins skivbolag American Recordings.
Organisten Sara Almgren lämnade bandet innan albumet spelades in. Hennes roll togs av gästande Billy Preston, Benmont Tench och Jonas Kullhammar (även saxofonist på skivan) som man tidigare samarbetat med på Live at Oslo Jazz Festival.
Albumet nådde 33:e plats på den svenska albumlistan. 

## Låtlista
1. "A Small Demand" - 3:46
2. "The Way I Feel About You" - 4:51
3. "Let's Make History" - 4:07
4. "The Dream Is Over" - 3:25
5. "All in All" - 3:50
6. "Black Mask" - 3:34
7. "Communist Moon" - 3:43
8. "This Side of Heaven" - 3:11
9. "Like a Landslide" - 4:10
10. "Armed Love" - 7:23

## Medverkande
- Dennis Lyxzén - sång, munspel
- Lars Strömberg - gitarr, sång
- Ludwig Dahlberg - trummor
- Inge Johansson - bas
- Lenny Castro - percussion
- Billy Preston - keyboards på spår 4, 5, 6 och 10
- Benmont Tench - keyboards på spår 2, 3, 8 och 9
- Jonas Kullhammar - saxofon på spår 1 och 9, keyboards på 1, 2, 5 och 7
- Charlotte Hatherley - sång
- Sam Velde - sång

## Listplacering
| Lista (2004) | Topplacering |
| ------------ | ------------ |
| Frankrike    | 158          |
| Sverige      | 33           |
| Tyskland     | 65           |

### Fotnoter
1. ↑  ”Armed Love”. Hitparad. 26 februari 2004. http://lescharts.com/showitem.asp?interpret=The+%28International%29+Noise+Conspiracy&titel=Armed+Love&cat=a. Läst 22 april 2012.
2. 1 2  ”Armed Love”. Hitparad. 26 februari 2004. http://hitparad.se/showitem.asp?interpret=The+%28International%29+Noise+Conspiracy&titel=Armed+Love&cat=a. Läst 22 april 2012.